# Accademia statale dell'istruzione dell'Altaj
L'Accademia statale dell'istruzione dell'Altaj "V. M. Šukšin" (in russo Алтайская государственная академия образования имени В.М. Шукшина?, Altajskaja gosudarstvennaja akademia obrazovanija imeni V. M. Šukšina) è un'università che si trova a Bijsk, in Russia. Fu fondata nel 1939.
L'accademia comprende le facoltà
- di grafica d'arte
- di storia e diritto
- di tecnologia e istruzione professionale-pedagogica
- filologica
- fisico-matematica
- geografico-naturale
- psicologico-pedagogica.